# 2. Bundesliga 2018-19
La temporada 2018-19 de la 2. Bundesliga correspondió a la 45.ª edición de la Segunda División de Alemania. El F.C. Colonia se proclamó campeón del torneo por cuarta vez, y el Union Berlín con su particular historia logró ascender a primera división por primera vez. La fase regular comenzó a disputarse el 3 de agosto de 2018 y terminó el 19 de mayo de 2019.

## Sistema de competición
Participaron en la 2. Bundesliga 18 clubes que, siguiendo un calendario establecido por sorteo, se enfrentaron entre sí en dos partidos, uno en terreno propio y otro en campo contrario. El ganador de cada partido obtuvo tres puntos, el empate otorgó un punto y la derrota, cero puntos.
El torneo se disputó entre los meses de agosto de 2018 y mayo de 2019. Al término de la temporada, los dos primeros clasificados ascendieron a la 1. Bundesliga, y el tercer clasificado disputó su ascenso con el antepenúltimo clasificado de la 1. Bundesliga. Los dos últimos descendieron a la 3. Liga y el antepenúltimo clasificado disputó su permanencia con el tercer clasificado de la 3. Liga.

## Relevo anual de clubes
| Pos  | Descendidos de la 1. Bundesliga |
| ---- | ------------------------------- |
| 17.º | Hamburgo                        |
| 18.º | Colonia                         |

| Pos | Ascendidos de la 2. Bundesliga |
| --- | ------------------------------ |
| 1.º | Fortuna Düsseldorf             |
| 2.º | Núremberg                      |

| Pos  | Descendidos de la 2. Bundesliga |
| ---- | ------------------------------- |
| 17.º | Eintracht Brunswick             |
| 18.º | Kaiserslautern                  |

| Pos | Ascendidos de la 3. Liga |
| --- | ------------------------ |
| 1.º | Magdeburgo               |
| 2.º | Paderborn 07             |

### Clubes participantes
| Club                  | Ciudad                  | Estadio                        | Aforo  |
| --------------------- | ----------------------- | ------------------------------ | ------ |
| 1. FC Magdeburg       | Magdeburgo              | MDCC-Arena                     | 27.250 |
| SC Paderborn 07       | Paderborn               | Benteler-Arena                 | 15.000 |
| 1. FC Heidenheim 1846 | Heidenheim an der Brenz | Voith-Arena                    | 10.001 |
| 1. FC Union Berlin    | Berlín                  | Alte Försterei                 | 18.432 |
| Arminia Bielefeld     | Bielefeld               | Schüco Arena                   | 27.300 |
| F. C. Colonia         | Colonia                 | RheinEnergieStadion            | 50.000 |
| Hamburgo S.V.         | Hamburgo                | Volksparkstadion               | 57.000 |
| Holstein Kiel         | Kiel                    | Holstein-Stadion               | 11.522 |
| MSV Duisburgo         | Duisburgo               | Schauinsland-Reisen-Arena      | 31.514 |
| FC Ingolstadt 04      | Ingolstadt              | Audi Sportpark                 | 15.445 |
| SV Darmstadt 98       | Darmstadt               | Merck-Stadion am Böllenfalltor | 16.500 |
| Greuther Fürth        | Fürth                   | Trolli Arena                   | 18.000 |
| SV Sandhausen         | Sandhausen              | Hardtwaldstadion               | 12.100 |
| VfL Bochum            | Bochum                  | Rewirpowerstadion              | 30.748 |
| FC St. Pauli          | Hamburgo                | Millerntor-Stadion             | 29.546 |
| Jahn Regensburg       | Ratisbona               | Continental Arena              | 15.224 |
| Dinamo Dresde         | Dresde                  | Rudolf-Harbig-Stadion          | 32.066 |
| FC Erzgebirge Aue     | Aue                     | Sparkassen-Erzgebirgsstadion   | 16.000 |

### Equipos porLänder
| Región                      | N.º | Equipos                                                                    |
| --------------------------- | --- | -------------------------------------------------------------------------- |
| Renania del Norte-Westfalia | 5   | Arminia Bielefeld, VfL Bochum, MSV Duisburgo, SC Paderborn 07 y FC Colonia |
| Baviera                     | 3   | SpVgg Greuther Fürth, FC Ingolstadt 04 y Jahn Regensburg                   |
| Hamburgo                    | 2   | Hamburgo SV y FC St. Pauli                                                 |
| Baden-Wurtemberg            | 2   | 1. FC Heidenheim y SV Sandhausen                                           |
| Sajonia                     | 2   | Dinamo Dresde y FC Erzgebirge Aue                                          |
| Sajonia-Anhalt              | 1   | 1. FC Magdeburg                                                            |
| Berlín                      | 1   | 1. FC Union Berlin                                                         |
| Hesse                       | 1   | SV Darmstadt 98                                                            |
| Schleswig-Holstein          | 1   | Holstein Kiel                                                              |

## Clasificación
| Pos. | Equipo            | Pts. | PJ | G  | E  | P  | GF | GC | Dif. | Clasificación 2019-20                |
| ---- | ----------------- | ---- | -- | -- | -- | -- | -- | -- | ---- | ------------------------------------ |
| 1    | Colonia (C, A)    | 63   | 34 | 19 | 6  | 9  | 84 | 47 | +37  | Asciende a 1. Bundesliga             |
| 2    | Paderborn 07 (A)  | 57   | 34 | 16 | 9  | 9  | 75 | 49 | +26  | Asciende a 1. Bundesliga             |
| 3    | Union Berlín (A)  | 57   | 34 | 14 | 15 | 5  | 54 | 33 | +21  | Promoción de ascenso a 1. Bundesliga |
| 4    | Hamburgo          | 56   | 34 | 16 | 8  | 10 | 45 | 42 | +3   |                                      |
| 5    | Heidenheim        | 55   | 34 | 15 | 10 | 9  | 55 | 45 | +10  |                                      |
| 6    | Holstein Kiel     | 49   | 34 | 13 | 10 | 11 | 60 | 51 | +9   |                                      |
| 7    | Arminia Bielefeld | 49   | 34 | 13 | 10 | 11 | 51 | 49 | +2   |                                      |
| 8    | Jahn Regensburg   | 49   | 34 | 12 | 13 | 9  | 55 | 54 | +1   |                                      |
| 9    | St. Pauli         | 49   | 34 | 14 | 7  | 13 | 46 | 53 | −7   |                                      |
| 10   | Darmstadt 98      | 46   | 34 | 13 | 7  | 14 | 45 | 53 | −8   |                                      |
| 11   | Bochum            | 44   | 34 | 11 | 11 | 12 | 49 | 50 | −1   |                                      |
| 12   | Dinamo Dresde     | 42   | 34 | 11 | 9  | 14 | 41 | 48 | −7   |                                      |
| 13   | Greuther Fürth    | 42   | 34 | 10 | 12 | 12 | 37 | 56 | −19  |                                      |
| 14   | Erzgebirge Aue    | 40   | 34 | 11 | 7  | 16 | 43 | 47 | −4   |                                      |
| 15   | Sandhausen        | 38   | 34 | 9  | 11 | 14 | 45 | 52 | −7   |                                      |
| 16   | Ingolstadt 04 (D) | 35   | 34 | 9  | 8  | 17 | 43 | 55 | −12  | Promoción de descenso a 3. Liga      |
| 17   | Magdeburgo (D)    | 31   | 34 | 6  | 13 | 15 | 35 | 53 | −18  | Desciende a 3. Liga                  |
| 18   | Duisburgo (D)     | 28   | 34 | 6  | 10 | 18 | 39 | 65 | −26  | Desciende a 3. Liga                  |

Actualizado a los partidos jugados el 19 de mayo de 2019.
 Fuente: 2. Bundesliga
Criterios de clasificación: 1) Puntos; 2) Diferencia de goles; 3) Goles marcados

## Evolución de las posiciones
- Actualizado el 19 de mayo de 2019.

| Jornada / Equipo  | 1  | 2  | 3  | 4  | 5  | 6  | 7  | 8  | 9  | 10 | 11 | 12 | 13 | 14 | 15 | 16 | 17 | 18 | 19 | 20 | 21 | 22 | 23 | 24 | 25 | 26 | 27 | 28 | 29 | 30 | 31 | 32 | 33 | 34 |
| Jornada / Equipo  |    |    |    |    |    |    |    |    |    |    |    |    |    |    |    |    |    |    |    |    |    |    |    |    |    |    |    |    |    |    |    |    |    |    |
| ----------------- | -- | -- | -- | -- | -- | -- | -- | -- | -- | -- | -- | -- | -- | -- | -- | -- | -- | -- | -- | -- | -- | -- | -- | -- | -- | -- | -- | -- | -- | -- | -- | -- | -- | -- |
| Colonia           | 3  | 5  | 2  | 1  | 4  | 1  | 1  | 1  | 1  | 1  | 1  | 3  | 2  | 2  | 2  | 2  | 2  | 2  | 2  | 3  | 2  | 3  | 2  | 1  | 1  | 1  | 1  | 1  | 1  | 1  | 1  | 1  | 1  | 1  |
| Paderborn 07      | 15 | 7  | 10 | 10 | 7  | 7  | 11 | 7  | 6  | 6  | 6  | 10 | 9  | 7  | 9  | 9  | 7  | 7  | 9  | 7  | 7  | 5  | 7  | 7  | 7  | 7  | 4  | 4  | 4  | 3  | 2  | 2  | 2  | 2  |
| Union Berlín      | 6  | 6  | 1  | 4  | 6  | 5  | 2  | 2  | 2  | 4  | 3  | 4  | 3  | 3  | 3  | 3  | 3  | 4  | 3  | 4  | 3  | 2  | 3  | 3  | 3  | 3  | 3  | 3  | 3  | 4  | 3  | 3  | 3  | 3  |
| Hamburgo          | 18 | 8  | 3  | 8  | 1  | 2  | 3  | 4  | 3  | 5  | 2  | 1  | 1  | 1  | 1  | 1  | 1  | 1  | 1  | 1  | 1  | 1  | 1  | 2  | 2  | 2  | 2  | 2  | 2  | 2  | 4  | 4  | 4  | 4  |
| Heidenheim        | 9  | 13 | 9  | 11 | 12 | 12 | 13 | 12 | 10 | 8  | 8  | 6  | 6  | 11 | 7  | 6  | 6  | 6  | 6  | 6  | 4  | 4  | 6  | 6  | 6  | 6  | 6  | 7  | 6  | 5  | 5  | 5  | 5  | 5  |
| Holstein Kiel     | 1  | 4  | 7  | 3  | 8  | 9  | 12 | 9  | 11 | 11 | 10 | 11 | 10 | 9  | 6  | 5  | 5  | 5  | 5  | 5  | 6  | 7  | 5  | 5  | 5  | 5  | 7  | 5  | 5  | 6  | 7  | 7  | 6  | 6  |
| Arminia Bielefeld | 10 | 3  | 12 | 7  | 9  | 10 | 6  | 10 | 12 | 12 | 14 | 14 | 14 | 14 | 14 | 14 | 14 | 14 | 14 | 11 | 10 | 11 | 11 | 10 | 11 | 10 | 10 | 9  | 9  | 10 | 9  | 9  | 9  | 7  |
| Jahn Regensburg   | 5  | 11 | 11 | 13 | 15 | 13 | 9  | 5  | 8  | 9  | 9  | 9  | 7  | 8  | 10 | 10 | 9  | 9  | 8  | 9  | 9  | 9  | 8  | 8  | 8  | 8  | 8  | 8  | 8  | 7  | 8  | 8  | 8  | 8  |
| St. Pauli         | 4  | 1  | 6  | 9  | 11 | 11 | 7  | 6  | 5  | 3  | 5  | 2  | 4  | 4  | 4  | 4  | 4  | 3  | 4  | 2  | 5  | 6  | 4  | 4  | 4  | 4  | 5  | 6  | 7  | 8  | 6  | 6  | 7  | 9  |
| Darmstadt 98      | 8  | 12 | 4  | 2  | 5  | 6  | 10 | 13 | 14 | 14 | 12 | 12 | 12 | 12 | 12 | 13 | 13 | 13 | 13 | 14 | 14 | 14 | 13 | 14 | 12 | 12 | 11 | 13 | 12 | 12 | 10 | 10 | 11 | 10 |
| Bochum            | 17 | 9  | 5  | 6  | 3  | 3  | 8  | 11 | 7  | 7  | 7  | 8  | 5  | 5  | 5  | 7  | 8  | 8  | 7  | 8  | 8  | 8  | 9  | 9  | 9  | 9  | 9  | 11 | 10 | 9  | 11 | 11 | 10 | 11 |
| Dinamo Dresde     | 7  | 10 | 13 | 14 | 10 | 8  | 5  | 8  | 9  | 10 | 11 | 7  | 11 | 10 | 11 | 11 | 11 | 10 | 10 | 10 | 12 | 12 | 14 | 13 | 14 | 14 | 14 | 12 | 13 | 13 | 14 | 13 | 13 | 12 |
| Greuther Fürth    | 2  | 2  | 8  | 5  | 2  | 4  | 4  | 3  | 4  | 2  | 4  | 5  | 8  | 6  | 8  | 8  | 10 | 11 | 11 | 12 | 11 | 10 | 10 | 12 | 13 | 13 | 12 | 10 | 11 | 11 | 12 | 14 | 14 | 13 |
| Erzgebirge Aue    | 13 | 16 | 16 | 16 | 14 | 14 | 14 | 15 | 13 | 13 | 13 | 13 | 13 | 13 | 13 | 12 | 12 | 12 | 12 | 13 | 13 | 13 | 12 | 11 | 10 | 11 | 13 | 14 | 14 | 14 | 13 | 12 | 12 | 14 |
| Sandhausen        | 16 | 18 | 17 | 17 | 17 | 17 | 16 | 16 | 17 | 16 | 16 | 16 | 15 | 16 | 17 | 17 | 16 | 15 | 16 | 16 | 16 | 17 | 17 | 18 | 17 | 15 | 15 | 15 | 15 | 15 | 15 | 15 | 15 | 15 |
| Ingolstadt 04     | 12 | 14 | 14 | 12 | 13 | 15 | 17 | 17 | 18 | 18 | 18 | 18 | 18 | 18 | 18 | 18 | 18 | 18 | 17 | 18 | 17 | 16 | 16 | 17 | 18 | 18 | 18 | 17 | 17 | 17 | 17 | 16 | 16 | 16 |
| Magdeburgo        | 11 | 15 | 15 | 15 | 16 | 16 | 15 | 14 | 15 | 15 | 15 | 15 | 17 | 17 | 16 | 16 | 17 | 17 | 15 | 15 | 15 | 15 | 15 | 15 | 15 | 16 | 16 | 16 | 16 | 16 | 16 | 17 | 17 | 17 |
| Duisburgo         | 14 | 17 | 18 | 18 | 18 | 18 | 18 | 18 | 16 | 17 | 17 | 17 | 16 | 15 | 15 | 15 | 15 | 16 | 18 | 17 | 18 | 18 | 18 | 16 | 16 | 17 | 17 | 18 | 18 | 18 | 18 | 18 | 18 | 18 |

| 1. 2. 3. 4. |

## Resultados
- Los horarios corresponden al huso horario de Alemania (Hora central europea): UTC+1 en horario estándar y UTC+2 en horario de verano

### Primera vuelta
| Hamburgo        | 0 - 3 | Holstein Kiel     | Volksparkstadion               | 3 de agosto | 20:30 |
| Bochum          | 0 - 2 | Colonia           | Vonovia Ruhrstadion            | 4 de agosto | 13:00 |
| Jahn Regensburg | 2 - 1 | Ingolstadt 04     | Continental Arena              | 4 de agosto | 15:30 |
| Greuther Fürth  | 3 - 1 | Sandhausen        | Sportpark Ronhof T. S.         | 4 de agosto | 15:30 |
| Magdeburgo      | 1 - 2 | St. Pauli         | MDCC-Arena                     | 5 de agosto | 13:30 |
| Union Berlín    | 1 - 0 | Erzgebirge Aue    | Alte Försterei                 | 5 de agosto | 15:30 |
| Darmstadt 98    | 1 - 0 | Paderborn 07      | Merck-Stadion am Böllenfalltor | 5 de agosto | 15:30 |
| Heidenhiem      | 1 - 1 | Arminia Bielefeld | Voith-Arena                    | 5 de agosto | 15:30 |
| Dinamo Dresde   | 1 - 0 | Duisburgo         | DDV-Stadion                    | 6 de agosto | 20:30 |

| Ingolstadt 04     | 1 - 1 | Greuther Fürth  | Audi Sportpark               | 10 de agosto | 18:30 |
| Paderborn 07      | 2 - 0 | Jahn Regensburg | Benteler-Arena               | 10 de agosto | 18:30 |
| St. Pauli         | 2 - 0 | Darmstadt 98    | Millerntor-Stadion           | 10 de agosto | 20:30 |
| Duisburgo         | 0 - 2 | Bochum          | Schauinsland-Reisen-Arena    | 11 de agosto | 13:00 |
| Arminia Bielefeld | 2 - 1 | Dinamo Dresde   | Schüco-Arena                 | 11 de agosto | 15:30 |
| Sandhausen        | 0 - 3 | Hamburgo        | Hardtwaldstadion             | 12 de agosto | 13:30 |
| Holstein Kiel     | 1 - 1 | Heidenheim      | Holstein-Stadion             | 12 de agosto | 15:30 |
| Erzgebirge Aue    | 0 - 0 | Magdeburgo      | Sparkassen-Erzgebirgsstadion | 12 de agosto | 15:30 |
| Colonia           | 1 - 1 | Union Berlín    | RheinEnergieStadion          | 13 de agosto | 20:30 |

| Bochum          | 1 - 0 | Sandhausen        | Vonovia Ruhrstadion            | 24 de agosto | 18:30 |
| Darmstadt 98    | 3 - 0 | Duisburgo         | Merck-Stadion am Böllenfalltor | 24 de agosto | 18:30 |
| Magdeburgo      | 1 - 1 | Ingolstadt 04     | MDCC-Arena                     | 25 de agosto | 13:00 |
| Colonia         | 3 - 1 | Erzgebirge Aue    | RheinEnergieStadion            | 25 de agosto | 13:00 |
| Greuther Fürth  | 2 - 2 | Paderborn 07      | Sportpark Ronhof T. S.         | 25 de agosto | 13:00 |
| Jahn Regensburg | 0 - 0 | Holstein Kiel     | Continental Arena              | 26 de agosto | 13:30 |
| Dinamo Dresde   | 1 - 3 | Heidenheim        | DDV-Stadion                    | 26 de agosto | 13:30 |
| Union Berlín    | 4 - 1 | St. Pauli         | Alte Försterei                 | 26 de agosto | 13:30 |
| Hamburgo        | 3 - 0 | Arminia Bielefeld | Volksparkstadion               | 27 de agosto | 20:30 |

| Ingolstadt 04     | 3 - 2 | Erzgebirge Aue  | Audi Sportpark            | 31 de agosto     | 18:30 |
| Paderborn 07      | 2 - 2 | Bochum          | Benteler-Arena            | 31 de agosto     | 18:30 |
| Duisburgo         | 0 - 1 | Greuther Fürth  | Schauinsland-Reisen-Arena | 1 de septiembre  | 13:00 |
| Arminia Bielefeld | 5 - 3 | Jahn Regensburg | Schüco-Arena              | 1 de septiembre  | 13:00 |
| St. Pauli         | 3 - 5 | Colonia         | Millerntor-Stadion        | 2 de septiembre  | 13:30 |
| Sandhausen        | 0 - 0 | Union Berlín    | Hardtwaldstadion          | 2 de septiembre  | 13:30 |
| Heidenheim        | 0 - 1 | Darmstadt 98    | Voith-Arena               | 2 de septiembre  | 13:30 |
| Holstein Kiel     | 2 - 1 | Magdeburgo      | Holstein-Stadion          | 3 de septiembre  | 20:30 |
| Dinamo Dresde     | 0 - 1 | Hamburgo        | DDV-Stadion               | 18 de septiembre | 18:30 |

| Jahn Regensburg | 0 - 2 | Dinamo Dresde     | Continental Arena              | 14 de septiembre | 18:30 |
| Union Berlín    | 2 - 2 | Duisburgo         | Alte Försterei                 | 14 de septiembre | 18:30 |
| Hamburgo        | 3 - 2 | Heidenheim        | Volksparkstadion               | 15 de septiembre | 13:00 |
| Darmstadt 98    | 1 - 1 | Sandhausen        | Merck-Stadion am Böllenfalltor | 15 de septiembre | 13:00 |
| Greuther Fürth  | 4 - 1 | Holstein Kiel     | Sportpark Ronhof T. S.         | 15 de septiembre | 13:00 |
| Erzgebirge Aue  | 3 - 1 | St. Pauli         | Sparkassen-Erzgebirgsstadion   | 16 de septiembre | 13:30 |
| Colonia         | 3 - 5 | Paderborn 07      | RheinEnergieStadion            | 16 de septiembre | 13:30 |
| Bochum          | 6 - 0 | Ingolstadt 04     | Vonovia Ruhrstadion            | 16 de septiembre | 13:30 |
| Magdeburgo      | 0 - 0 | Arminia Bielefeld | MDCC-Arena                     | 17 de septiembre | 20:30 |

| Ingolstadt 04     | 0 - 1 | St. Pauli       | Audi Sportpark            | 21 de septiembre | 18:30 |
| Sandhausen        | 0 - 2 | Colonia         | Hardtwaldstadion          | 21 de septiembre | 18:30 |
| Holstein Kiel     | 2 - 2 | Bochum          | Holstein-Stadion          | 22 de septiembre | 13:00 |
| Arminia Bielefeld | 1 - 1 | Union Berlín    | Schüco-Arena              | 22 de septiembre | 13:00 |
| Dinamo Dresde     | 4 - 1 | Darmstadt 98    | Rudolf-Harbig-Stadion     | 22 de septiembre | 13:00 |
| Hamburgo          | 0 - 5 | Jahn Regensburg | Volksparkstadion          | 23 de septiembre | 13:30 |
| Duisburgo         | 1 - 2 | Erzgebirge Aue  | Schauinsland-Reisen-Arena | 23 de septiembre | 13:30 |
| Paderborn 07      | 4 - 4 | Magdeburgo      | Benteler-Arena            | 23 de septiembre | 13:30 |
| Heidenheim        | 2 - 0 | Greuther Fürth  | Voith-Arena               | 23 de septiembre | 13:30 |

| Bochum          | 0 - 1 | Dinamo Dresde     | Vonovia Ruhrstadion            | 25 de septiembre | 18:30 |
| Union Berlín    | 2 - 0 | Holstein Kiel     | Alte Försterei                 | 25 de septiembre | 18:30 |
| Darmstadt 98    | 1 - 2 | Arminia Bielefeld | Merck-Stadion am Böllenfalltor | 25 de septiembre | 18:30 |
| Colonia         | 2 - 1 | Ingolstadt 04     | RheinEnergieStadion            | 25 de septiembre | 18:30 |
| St. Pauli       | 2 - 1 | Paderborn 07      | Millerntor-Stadion             | 26 de septiembre | 18:30 |
| Erzgebirge Aue  | 0 - 2 | Sandhausen        | Sparkassen-Erzgebirgsstadion   | 26 de septiembre | 18:30 |
| Magdeburgo      | 3 - 3 | Duisburgo         | MDCC-Arena                     | 26 de septiembre | 18:30 |
| Jahn Regensburg | 2 - 1 | Heidenheim        | Continental Arena              | 26 de septiembre | 18:30 |
| Greuther Fürth  | 0 - 0 | Hamburgo          | Sportpark Ronhof T. S.         | 27 de septiembre | 20:30 |

| Arminia Bielefeld | 1 - 3 | Colonia         | Schüco-Arena              | 28 de septiembre | 18:30 |
| Holstein Kiel     | 4 - 2 | Darmstadt 98    | Holstein-Stadion          | 28 de septiembre | 18:30 |
| Paderborn 07      | 1 - 0 | Erzgebirge Aue  | Benteler-Arena            | 29 de septiembre | 13:00 |
| Heidenheim        | 3 - 2 | Bochum          | Voith-Arena               | 29 de septiembre | 13:00 |
| Duisburgo         | 1 - 3 | Jahn Regensburg | Schauinsland-Reisen-Arena | 29 de septiembre | 13:00 |
| Dinamo Dresde     | 0 - 1 | Greuther Fürth  | Rudolf-Harbig-Stadion     | 30 de septiembre | 13:30 |
| Sandhausen        | 0 - 1 | Magdeburgo      | Hardtwaldstadion          | 30 de septiembre | 13:30 |
| Hamburgo          | 0 - 0 | St. Pauli       | Volksparkstadion          | 30 de septiembre | 13:30 |
| Ingolstadt 04     | 1 - 2 | Union Berlín    | Audi Sportpark            | 1 de octubre     | 20:30 |

| Bochum         | 1 - 0 | Arminia Bielefeld | Vonovia Ruhrstadion            | 5 de octubre | 18:30 |
| Darmstadt 98   | 1 - 2 | Hamburgo          | Merck-Stadion am Böllenfalltor | 5 de octubre | 18:30 |
| Greuther Fürth | 1 - 1 | Jahn Regensburg   | Sportpark Ronhof T. S.         | 6 de octubre | 13:00 |
| Erzgebirge Aue | 2 - 1 | Holstein Kiel     | Sparkassen-Erzgebirgsstadion   | 6 de octubre | 13:00 |
| Magdeburgo     | 2 - 2 | Dinamo Dresde     | MDCC-Arena                     | 6 de octubre | 13:00 |
| Union Berlín   | 1 - 1 | Heidenheim        | Alte Försterei                 | 7 de octubre | 13:30 |
| Ingolstadt 04  | 1 - 2 | Paderborn 07      | Audi Sportpark                 | 7 de octubre | 13:30 |
| St. Pauli      | 3 - 1 | Sandhausen        | Millerntor-Stadion             | 7 de octubre | 13:30 |
| Colonia        | 1 - 2 | Duisburgo         | RheinEnergieStadion            | 8 de octubre | 20:30 |

| Sandhausen        | 4 - 0 | Ingolstadt 04  | Hardtwaldstadion          | 19 de octubre | 18:30 |
| Dinamo Dresde     | 1 - 1 | Erzgebirge Aue | Rudolf-Harbig-Stadion     | 19 de octubre | 18:30 |
| Holstein Kiel     | 1 - 1 | Colonia        | Holstein-Stadion          | 20 de octubre | 13:00 |
| Arminia Bielefeld | 2 - 3 | Greuther Fürth | Schüco-Arena              | 20 de octubre | 13:00 |
| Heidenheim        | 3 - 0 | Magdeburgo     | Voith-Arena               | 20 de octubre | 13:00 |
| Hamburgo          | 0 - 0 | Bochum         | Volksparkstadion          | 21 de octubre | 13:30 |
| Jahn Regensburg   | 1 - 1 | Darmstadt 98   | Continental Arena         | 21 de octubre | 13:30 |
| Paderborn 07      | 0 - 0 | Union Berlín   | Benteler-Arena            | 21 de octubre | 13:30 |
| Duisburgo         | 0 - 1 | St. Pauli      | Schauinsland-Reisen-Arena | 22 de octubre | 20:30 |

| Darmstadt 98   | 2 - 0 | Greuther Fürth    | Merck-Stadion am Böllenfalltor | 26 de octubre | 18:30 |
| Magdeburgo     | 0 - 1 | Hamburgo          | MDCC-Arena                     | 26 de octubre | 18:30 |
| Colonia        | 1 - 1 | Heidenheim        | RheinEnergieStadion            | 27 de octubre | 13:00 |
| Erzgebirge Aue | 1 - 0 | Arminia Bielefeld | Sparkassen-Erzgebirgsstadion   | 27 de octubre | 13:00 |
| Paderborn 07   | 3 - 3 | Sandhausen        | Benteler-Arena                 | 27 de octubre | 13:00 |
| Union Berlín   | 0 - 0 | Dinamo Dresde     | Alte Försterei                 | 28 de octubre | 13:30 |
| Ingolstadt 04  | 1 - 1 | Duisburgo         | Audi Sportpark                 | 28 de octubre | 13:30 |
| St. Pauli      | 0 - 1 | Holstein Kiel     | Millerntor-Stadion             | 28 de octubre | 13:30 |
| Bochum         | 3 - 3 | Jahn Regensburg   | Vonovia Ruhrstadion            | 29 de octubre | 20:30 |

| Dinamo Dresde     | 3 - 1 | Sandhausen     | Rudolf-Harbig-Stadion          | 2 de noviembre | 18:30 |
| Greuther Fürth    | 2 - 2 | Bochum         | Sportpark Ronhof T. S.         | 2 de noviembre | 18:30 |
| Holstein Kiel     | 2 - 2 | Ingolstadt 04  | Holstein-Stadion               | 3 de noviembre | 13:00 |
| Duisburgo         | 2 - 0 | Paderborn 07   | Schauinsland-Reisen-Arena      | 3 de noviembre | 13:00 |
| Darmstadt 98      | 3 - 1 | Magdeburgo     | Merck-Stadion am Böllenfalltor | 3 de noviembre | 13:00 |
| Arminia Bielefeld | 1 - 2 | St. Pauli      | Schüco-Arena                   | 4 de noviembre | 13:30 |
| Jahn Regensburg   | 1 - 1 | Union Berlín   | Continental Arena              | 4 de noviembre | 13:30 |
| Heidenheim        | 1 - 0 | Erzgebirge Aue | Voith-Arena                    | 4 de noviembre | 13:30 |
| Hamburgo          | 1 - 0 | Colonia        | Volksparkstadion               | 5 de noviembre | 20:30 |

| Sandhausen     | 0 - 0 | Duisburgo         | Hardtwaldstadion             | 9 de noviembre  | 18:30 |
| Paderborn 07   | 4 - 4 | Holstein Kiel     | Benteler-Arena               | 9 de noviembre  | 18:30 |
| Colonia        | 8 - 1 | Dinamo Dresde     | RheinEnergieStadion          | 10 de noviembre | 13:00 |
| St. Pauli      | 1 - 1 | Heidenheim        | Millerntor-Stadion           | 10 de noviembre | 13:00 |
| Erzgebirge Aue | 1 - 3 | Hamburgo          | Sparkassen-Erzgebirgsstadion | 10 de noviembre | 13:00 |
| Union Berlín   | 4 - 0 | Greuther Fürth    | Alte Försterei               | 11 de noviembre | 13:30 |
| Ingolstadt 04  | 1 - 1 | Arminia Bielefeld | Audi Sportpark               | 11 de noviembre | 13:30 |
| Magdeburgo     | 2 - 3 | Jahn Regensburg   | MDCC-Arena                   | 11 de noviembre | 13:30 |
| Bochum         | 1 - 0 | Darmstadt 98      | Vonovia Ruhrstadion          | 12 de noviembre | 20:30 |

| Arminia Bielefeld | 0 - 1 | Duisburgo      | Schüco-Arena                   | 23 de noviembre | 18:30 |
| Greuther Fürth    | 3 - 2 | Magdeburgo     | Sportpark Ronhof T. S.         | 23 de noviembre | 18:30 |
| Holstein Kiel     | 2 - 1 | Sandhausen     | Holstein-Stadion               | 24 de noviembre | 13:00 |
| Bochum            | 2 - 1 | Erzgebirge Aue | Vonovia Ruhrstadion            | 24 de noviembre | 13:00 |
| Darmstadt 98      | 0 - 3 | Colonia        | Merck-Stadion am Böllenfalltor | 24 de noviembre | 13:00 |
| Jahn Regensburg   | 1 - 1 | St. Pauli      | Continental Arena              | 25 de noviembre | 13:30 |
| Heidenheim        | 1 - 5 | Paderborn 07   | Voith-Arena                    | 25 de noviembre | 13:30 |
| Dinamo Dresde     | 2 - 0 | Ingolstadt 04  | Rudolf-Harbig-Stadion          | 25 de noviembre | 13:30 |
| Hamburgo          | 2 - 2 | Union Berlín   | Volksparkstadion               | 26 de noviembre | 20:30 |

| Erzgebirge Aue | 1 - 1 | Jahn Regensburg   | Sparkassen-Erzgebirgsstadion | 30 de noviembre | 18:30 |
| Paderborn 07   | 2 - 2 | Arminia Bielefeld | Benterler-Arena              | 30 de noviembre | 18:30 |
| Colonia        | 4 - 0 | Greuther Fürth    | RheinEnergieStadion          | 1 de diciembre  | 13:00 |
| Union Berlín   | 3 - 1 | Darmstadt 98      | Alte Försterei               | 1 de diciembre  | 13:00 |
| Ingolstadt 04  | 1 - 2 | Hamburgo          | Audi Sportpark               | 1 de diciembre  | 13:00 |
| St. Pauli      | 1 - 1 | Dinamo Dresde     | Millerntor-Stadion           | 1 de diciembre  | 13:00 |
| Duisburgo      | 0 - 4 | Holstein Kiel     | Schauinsland-Reisen-Arena    | 2 de diciembre  | 13:30 |
| Sandhausen     | 1 - 2 | Heidenheim        | Hardtwaldstadion             | 2 de diciembre  | 13:30 |
| Magdeburgo     | 0 - 0 | Bochum            | MDCC-Arena                   | 2 de diciembre  | 13:30 |

| Hamburgo          | 1 - 0 | Paderborn 07   | Volksparkstadion               | 7 de diciembre  | 18:30 |
| Jahn Regensburg   | 1 - 3 | Colonia        | Continental Arena              | 7 de diciembre  | 18:30 |
| Darmstadt 98      | 1 - 1 | Ingolstadt 04  | Merck-Stadion am Böllenfalltor | 8 de diciembre  | 13:00 |
| Heidenheim        | 4 - 1 | Duisburgo      | Voith-Arena                    | 8 de diciembre  | 13:00 |
| Greuther Fürth    | 0 - 5 | Erzgebirge Aue | Sportpark Ronhof T. S.         | 8 de diciembre  | 13:00 |
| Arminia Bielefeld | 1 - 1 | Sandhausen     | Schüco-Arena                   | 9 de diciembre  | 13:30 |
| Dinamo Dresde     | 0 - 2 | Holstein Kiel  | Rudolf-Harbig-Stadion          | 9 de diciembre  | 13:30 |
| Magdeburgo        | 1 - 1 | Union Berlín   | MDCC-Arena                     | 9 de diciembre  | 13:30 |
| Bochum            | 1 - 3 | St. Pauli      | Vonovia Ruhrstadion            | 10 de diciembre | 20:30 |

| Holstein Kiel  | 1 - 2 | Arminia Bielefeld | Holstein-Stadion             | 14 de diciembre | 18:30 |
| Duisburgo      | 1 - 2 | Hamburgo          | Schauinsland-Reisen-Arena    | 14 de diciembre | 18:30 |
| Union Berlín   | 2 - 0 | Bochum            | Alte Försterei               | 15 de diciembre | 13:00 |
| St. Pauli      | 2 - 0 | Greuther Fürth    | Millerntor-Stadion           | 15 de diciembre | 13:00 |
| Paderborn 07   | 3 - 0 | Dinamo Dresde     | Benteler-Arena               | 15 de diciembre | 13:00 |
| Ingolstadt 04  | 1 - 1 | Heidenheim        | Audi Sportpark               | 16 de diciembre | 13:30 |
| Sandhausen     | 2 - 2 | Jahn Regensburg   | Hardtwaldstadion             | 16 de diciembre | 13:30 |
| Erzgebirge Aue | 2 - 2 | Darmstadt 98      | Sparkassen-Erzgebirgsstadion | 16 de diciembre | 13:30 |
| Colonia        | 3 - 0 | Magdeburgo        | RheinEnergieStadion          | 17 de diciembre | 20:30 |

### Segunda vuelta
| Colonia           | 2 - 3 | Bochum          | RheinEnergieStadion          | 21 de diciembre | 18:30 |
| Sandhausen        | 0 - 0 | Greuther Fürth  | Hardtwaldstadion             | 21 de diciembre | 18:30 |
| Arminia Bielefeld | 1 - 2 | Heidenheim      | Schüco-Arena                 | 22 de diciembre | 13:00 |
| Ingolstadt 04     | 1 - 2 | Jahn Regensburg | Audi Sportpark               | 22 de diciembre | 13:00 |
| St. Pauli         | 4 - 1 | Magdeburgo      | Millerntor-Stadion           | 22 de diciembre | 13:00 |
| Holstein Kiel     | 3 - 1 | Hamburgo        | Holstein-Stadion             | 23 de diciembre | 13:30 |
| Duisburgo         | 1 - 3 | Dinamo Dresde   | Schauinsland-Reisen-Arena    | 23 de diciembre | 13:30 |
| Erzgebirge Aue    | 3 - 0 | Union Berlín    | Sparkassen-Erzgebirgsstadion | 23 de diciembre | 13:30 |
| Paderborn 07      | 6 - 2 | Darmstadt 98    | Benteler-Arena               | 23 de diciembre | 13:30 |

| Bochum          | 2 - 1 | Duisburgo         | Vonovia Ruhrstadion            | 29 de enero | 18:30 |
| Darmstadt 98    | 2 - 1 | St. Pauli         | Merck-Stadion am Böllenfalltor | 29 de enero | 20:30 |
| Greuther Fürth  | 0 - 1 | Ingolstadt 04     | Sportpark Ronhof T. S.         | 29 de enero | 20:30 |
| Magdeburgo      | 1 - 0 | Erzgebirge Aue    | MDCC-Arena                     | 29 de enero | 20:30 |
| Jahn Regensburg | 2 - 0 | Paderborn 07      | Continental Arena              | 30 de enero | 18:30 |
| Hamburgo        | 2 - 1 | Sandhausen        | Volksparkstadion               | 30 de enero | 20:30 |
| Heidenheim      | 2 - 2 | Holstein Kiel     | Voith-Arena                    | 30 de enero | 20:30 |
| Dinamo Dresde   | 3 - 4 | Arminia Bielefeld | Rudolf-Harbig-Stadion          | 30 de enero | 20:30 |
| Union Berlín    | 2 - 0 | Colonia           | Alte Försterei                 | 31 de enero | 20:30 |

| Duisburgo         | 3 - 2 | Darmstadt 98    | Schauinsland-Reisen-Arena    | 1 de febrero  | 18:30 |
| Ingolstadt 04     | 0 - 1 | Magdeburgo      | Audi Sportpark               | 1 de febrero  | 18:30 |
| Arminia Bielefeld | 2 - 0 | Hamburgo        | Schüco-Arena                 | 2 de febrero  | 13:00 |
| Heidenheim        | 1 - 0 | Dinamo Dresde   | Voith-Arena                  | 2 de febrero  | 13:00 |
| Paderborn 07      | 6 - 0 | Greuther Fürth  | Benteler-Arena               | 2 de febrero  | 13:00 |
| Holstein Kiel     | 2 - 0 | Jahn Regensburg | Holstein-Stadion             | 3 de febrero  | 13:30 |
| Sandhausen        | 3 - 0 | Bochum          | Hardtwaldstadion             | 3 de febrero  | 13:30 |
| St. Pauli         | 3 - 2 | Union Berlín    | Millerntor-Stadion           | 4 de febrero  | 20:30 |
| Erzgebirge Aue    | 0 - 1 | Colonia         | Sparkassen-Erzgebirgsstadion | 27 de febrero | 19:30 |

| Colonia         | 4 - 1 | St. Pauli         | RheinEnergieStadion            | 8 de febrero  | 18:30 |
| Jahn Regensburg | 0 - 3 | Arminia Bielefeld | Continental Arena              | 8 de febrero  | 18:30 |
| Bochum          | 1 - 2 | Paderborn 07      | Vonovia Ruhrstadion            | 9 de febrero  | 13:00 |
| Union Berlín    | 2 - 0 | Sandhausen        | Alte Försterei                 | 9 de febrero  | 13:00 |
| Greuther Fürth  | 1 - 0 | Duisburgo         | Sportpark Ronhof T. S.         | 9 de febrero  | 13:00 |
| Darmstadt 98    | 1 - 2 | Heidenheim        | Merck-Stadion am Böllenfalltor | 10 de febrero | 13:30 |
| Erzgebirge Aue  | 0 - 3 | Ingolstadt 04     | Sparkassen-Erzgebirgsstadion   | 10 de febrero | 13:30 |
| Magdeburgo      | 1 - 1 | Holstein Kiel     | MDCC-Arena                     | 10 de febrero | 13:30 |
| Hamburgo        | 1 - 0 | Dinamo Dresde     | Volksparkstadion               | 11 de febrero | 20:30 |

| Sandhausen        | 1 - 1 | Darmstadt 98    | Hardtwaldstadion          | 15 de febrero | 18:30 |
| Paderborn 07      | 3 - 2 | Colonia         | Benteler-Arena            | 15 de febrero | 18:30 |
| Duisburgo         | 2 - 3 | Union Berlín    | Schauinsland-Reisen-Arena | 16 de febrero | 13:00 |
| Ingolstadt 04     | 2 - 1 | Bochum          | Audi Sportpark            | 16 de febrero | 13:00 |
| St. Pauli         | 1 - 2 | Erzgebirge Aue  | Millerntor-Stadion        | 16 de febrero | 13:00 |
| Heidenheim        | 2 - 2 | Hamburgo        | Voith-Arena               | 16 de febrero | 13:00 |
| Holstein Kiel     | 2 - 2 | Greuther Fürth  | Holstein-Stadion          | 17 de febrero | 13:30 |
| Arminia Bielefeld | 1 - 3 | Magdeburgo      | Schüco-Arena              | 17 de febrero | 13:30 |
| Dinamo Dresde     | 0 - 0 | Jahn Regensburg | Rudolf-Harbig-Stadion     | 17 de febrero | 13:30 |

| Union Berlín    | 1 - 1 | Arminia Bielefeld | Alte Försterei                 | 22 de febrero | 18:30 |
| Greuther Fürth  | 0 - 0 | Heidenheim        | Sportpark Ronhof T. S.         | 22 de febrero | 18:30 |
| Colonia         | 3 - 1 | Sandhausen        | RheinEnergieStadion            | 23 de febrero | 13:00 |
| Bochum          | 1 - 3 | Holstein Kiel     | Vonovia Ruhrstadion            | 23 de febrero | 13:00 |
| Darmstadt 98    | 2 - 0 | Dinamo Dresde     | Merck-Stadion am Böllenfalltor | 23 de febrero | 13:00 |
| St. Pauli       | 1 - 0 | Ingolstadt 04     | Millerntor-Stadion             | 23 de febrero | 13:00 |
| Jahn Regensburg | 2 - 1 | Hamburgo          | Continental Arena              | 24 de febrero | 13:30 |
| Erzgebirge Aue  | 0 - 0 | Duisburgo         | Sparkassen-Erzgebirgsstadion   | 24 de febrero | 13:30 |
| Magdeburgo      | 1 - 1 | Paderborn 07      | MDCC-Arena                     | 24 de febrero | 13:30 |

| Holstein Kiel     | 0 - 2 | Union Berlín    | Holstein-Stadion          | 1 de marzo | 18:30 |
| Duisburgo         | 1 - 0 | Magdeburgo      | Schauinsland-Reisen-Arena | 1 de marzo | 18:30 |
| Sandhausen        | 0 - 3 | Erzgebirge Aue  | Hardtwaldstadion          | 2 de marzo | 13:00 |
| Heidenheim        | 1 - 2 | Jahn Regensburg | Voith-Arena               | 2 de marzo | 13:00 |
| Paderborn 07      | 0 - 1 | St. Pauli       | Benteler-Arena            | 2 de marzo | 13:00 |
| Arminia Bielefeld | 1 - 0 | Darmstadt 98    | Schüco-Arena              | 3 de marzo | 13:30 |
| Ingolstadt 04     | 1 - 2 | Colonia         | Audi Sportpark            | 3 de marzo | 13:30 |
| Dinamo Dresde     | 2 - 2 | Bochum          | Rudolf-Harbig-Stadion     | 3 de marzo | 13:30 |
| Hamburgo          | 1 - 0 | Greuther Fürth  | Volksparkstadion          | 4 de marzo | 20:30 |

| Bochum          | 1 - 0 | Heidenheim        | Vonovia Ruhrstadion            | 8 de marzo  | 18:30 |
| Union Berlín    | 2 - 0 | Ingolstadt 04     | Alte Försterei                 | 8 de marzo  | 18:30 |
| Colonia         | 5 - 1 | Arminia Bielefeld | RheinEnergieStadion            | 9 de marzo  | 13:00 |
| Jahn Regensburg | 1 - 1 | Duisburgo         | Continental Arena              | 9 de marzo  | 13:00 |
| Darmstadt 98    | 3 - 2 | Holstein Kiel     | Merck-Stadion am Böllenfalltor | 9 de marzo  | 13:00 |
| Erzgebirge Aue  | 2 - 1 | Paderborn 07      | Sparkassen-Erzgebirgsstadion   | 9 de marzo  | 13:00 |
| St. Pauli       | 0 - 4 | Hamburgo          | Millerntor-Stadion             | 10 de marzo | 13:30 |
| Magdeburgo      | 0 - 1 | Sandhausen        | MDCC-Arena                     | 10 de marzo | 13:30 |
| Greuther Fürth  | 0 - 0 | Dinamo Dresde     | Sportpark Ronhof T. S.         | 4 de abril  | 19:00 |

| Holstein Kiel     | 5 - 1 | Erzgebirge Aue | Holstein-Stadion          | 15 de marzo | 18:30 |
| Heidenheim        | 2 - 1 | Union Berlín   | Voith-Arena               | 15 de marzo | 18:30 |
| Hamburgo          | 2 - 3 | Darmstadt 98   | Volksparkstadion          | 16 de marzo | 13:00 |
| Sandhausen        | 4 - 0 | St. Pauli      | Hardtwaldstadion          | 16 de marzo | 13:00 |
| Dinamo Dresde     | 1 - 1 | Magdeburgo     | Rudolf-Harbig-Stadion     | 16 de marzo | 13:00 |
| Arminia Bielefeld | 3 - 1 | Bochum         | Schüco-Arena              | 17 de marzo | 13:30 |
| Paderborn 07      | 3 - 1 | Ingolstadt 04  | Benteler-Arena            | 17 de marzo | 13:30 |
| Jahn Regensburg   | 0 - 2 | Greuther Fürth | Continental Arena         | 18 de marzo | 20:30 |
| Duisburgo         | 4 - 4 | Colonia        | Schauinsland-Reisen-Arena | 10 de abril | 18:30 |

| St. Pauli      | 0 - 0 | Duisburgo         | Millerntor-Stadion             | 29 de marzo | 18:30 |
| Magdeburgo     | 0 - 0 | Heidenheim        | MDCC-Arena                     | 29 de marzo | 18:30 |
| Bochum         | 0 - 0 | Hamburgo          | Vonovia Ruhrstadion            | 30 de marzo | 13:00 |
| Union Berlín   | 1 - 3 | Paderborn 07      | Alte Försterei                 | 30 de marzo | 13:00 |
| Darmstadt 98   | 1 - 1 | Jahn Regensburg   | Merck-Stadion am Böllenfalltor | 30 de marzo | 13:00 |
| Colonia        | 4 - 0 | Holstein Kiel     | RheinEnergieStadion            | 31 de marzo | 13:30 |
| Ingolstadt 04  | 1 - 2 | Sandhausen        | Audi Sportpark                 | 31 de marzo | 13:30 |
| Greuther Fürth | 2 - 2 | Arminia Bielefeld | Sportpark Ronhof T. S.         | 31 de marzo | 13:30 |
| Erzgebirge Aue | 1 - 3 | Dinamo Dresde     | Sparkassen-Erzgebirgsstadion   | 1 de abril  | 20:30 |

| Arminia Bielefeld | 2 - 1 | Erzgebirge Aue | Schüco-Arena              | 5 de abril | 18:30 |
| Jahn Regensburg   | 2 - 1 | Bochum         | Continental Arena         | 5 de abril | 18:30 |
| Duisburgo         | 2 - 4 | Ingolstadt 04  | Schauinsland-Reisen-Arena | 6 de abril | 13:00 |
| Sandhausen        | 1 - 1 | Paderborn 07   | Hardtwaldstadion          | 6 de abril | 13:00 |
| Holstein Kiel     | 2 - 1 | St. Pauli      | Holstein-Stadion          | 6 de abril | 13:00 |
| Heidenheim        | 0 - 2 | Colonia        | Voith-Arena               | 7 de abril | 13:30 |
| Dinamo Dresde     | 0 - 0 | Union Berlín   | Rudolf-Harbig-Stadion     | 7 de abril | 13:30 |
| Greuther Fürth    | 2 - 1 | Darmstadt 98   | Sportpark Ronhof T. S.    | 7 de abril | 13:30 |
| Hamburgo          | 1 - 2 | Magdeburgo     | Volksparkstadion          | 8 de abril | 20:30 |

| Union Berlín   | 2 - 2 | Jahn Regensburg   | Alte Försterei               | 12 de abril | 18:30 |
| Erzgebirge Aue | 0 - 1 | Heidenheim        | Sparkassen-Erzgebirgsstadion | 12 de abril | 18:30 |
| Sandhausen     | 3 - 1 | Dinamo Dresde     | Hardtwaldstadion             | 13 de abril | 13:00 |
| Magdeburgo     | 0 - 1 | Darmstadt 98      | MDCC-Arena                   | 13 de abril | 13:00 |
| Paderborn 07   | 4 - 0 | Duisburgo         | Benteler-Arena               | 13 de abril | 13:00 |
| Bochum         | 3 - 2 | Greuther Fürth    | Vonovia Ruhrstadion          | 14 de abril | 13:30 |
| Ingolstadt 04  | 1 - 1 | Holstein Kiel     | Audi Sportpark               | 14 de abril | 13:30 |
| St. Pauli      | 1 - 1 | Arminia Bielefeld | Millerntor-Stadion           | 14 de abril | 13:30 |
| Colonia        | 1 - 1 | Hamburgo          | RheinEnergieStadion          | 15 de abril | 20:30 |

| Hamburgo          | 1 - 1 | Erzgebirge Aue | Volksparkstadion               | 20 de abril | 13:00 |
| Holstein Kiel     | 1 - 2 | Paderborn 07   | Holstein-Stadion               | 20 de abril | 13:00 |
| Duisburgo         | 2 - 2 | Sandhausen     | Schauinsland-Reisen-Arena      | 20 de abril | 13:00 |
| Greuther Fürth    | 1 - 1 | Union Berlín   | Sportpark Ronhof T. S.         | 20 de abril | 13:00 |
| Arminia Bielefeld | 1 - 3 | Ingolstadt 04  | Schüco-Arena                   | 21 de abril | 13:30 |
| Jahn Regensburg   | 1 - 0 | Magdeburgo     | Continental Arena              | 21 de abril | 13:30 |
| Darmstadt 98      | 0 - 0 | Bochum         | Merck-Stadion am Böllenfalltor | 21 de abril | 13:30 |
| Heidenheim        | 3 - 0 | St. Pauli      | Voith-Arena                    | 21 de abril | 13:30 |
| Dinamo Dresde     | 3 - 0 | Colonia        | Rudolf-Harbig-Stadion          | 21 de abril | 13:30 |

| Colonia        | 1 - 2 | Darmstadt 98      | RheinEnergieStadion          | 26 de abril | 18:30 |
| Ingolstadt 04  | 1 - 0 | Dinamo Dresde     | Audi Sportpark               | 26 de abril | 18:30 |
| Sandhausen     | 3 - 2 | Holstein Kiel     | Hardtwaldstadion             | 27 de abril | 13:00 |
| St. Pauli      | 4 - 3 | Jahn Regensburg   | Millerntor-Stadion           | 27 de abril | 13:00 |
| Magdeburgo     | 2 - 1 | Greuther Fürth    | MDCC-Arena                   | 27 de abril | 13:00 |
| Union Berlín   | 2 - 0 | Hamburgo          | Alte Försterei               | 28 de abril | 13:30 |
| Erzgebirge Aue | 3 - 2 | Bochum            | Sparkassen-Erzgebirgsstadion | 28 de abril | 13:30 |
| Paderborn 07   | 3 - 1 | Heidenheim        | Benteler-Arena               | 28 de abril | 13:30 |
| Duisburgo      | 2 - 2 | Arminia Bielefeld | Schauinsland-Reisen-Arena    | 29 de abril | 20:30 |

| Arminia Bielefeld | 2 - 0 | Paderborn 07   | Schüco-Arena                   | 3 de mayo | 18:30 |
| Dinamo Dresde     | 2 - 1 | St. Pauli      | Rudolf-Harbig-Stadion          | 3 de mayo | 18:30 |
| Hamburgo          | 0 - 3 | Ingolstadt 04  | Volksparkstadion               | 4 de mayo | 13:00 |
| Bochum            | 4 - 2 | Magdeburgo     | Vonovia Ruhrstadion            | 4 de mayo | 13:00 |
| Heidenheim        | 2 - 3 | Sandhausen     | Voith-Arena                    | 4 de mayo | 13:00 |
| Holstein Kiel     | 0 - 2 | Duisburgo      | Holstein-Stadion               | 5 de mayo | 13:30 |
| Jahn Regensburg   | 1 - 3 | Erzgebirge Aue | Continental Arena              | 5 de mayo | 13:30 |
| Darmstadt 98      | 2 - 1 | Union Berlín   | Merck-Stadion am Böllenfalltor | 5 de mayo | 13:30 |
| Greuther Fürth    | 0 - 4 | Colonia (C)    | Sportpark Ronhof T. S.         | 6 de mayo | 20:30 |

| Colonia        | 3 - 5 | Jahn Regensburg   | RheinEnergieStadion          | 12 de mayo | 15:30 |
| Holstein Kiel  | 3 - 0 | Dinamo Dresde     | Holstein-Stadion             | 12 de mayo | 15:30 |
| Duisburgo      | 3 - 4 | Heidenheim        | Schauinsland-Reisen-Arena    | 12 de mayo | 15:30 |
| Union Berlín   | 3 - 0 | Magdeburgo        | Alte Försterei               | 12 de mayo | 15:30 |
| Ingolstadt 04  | 3 - 0 | Darmstadt 98      | Audi Sportpark               | 12 de mayo | 15:30 |
| Sandhausen     | 0 - 3 | Arminia Bielefeld | Hardtwaldstadion             | 12 de mayo | 15:30 |
| St. Pauli      | 0 - 0 | Bochum            | Millerntor-Stadion           | 12 de mayo | 15:30 |
| Erzgebirge Aue | 1 - 1 | Greuther Fürth    | Sparkassen-Erzgebirgsstadion | 12 de mayo | 15:30 |
| Paderborn 07   | 4 - 1 | Hamburgo          | Benteler-Arena               | 12 de mayo | 15:30 |

| Hamburgo          | 3 - 0 | Duisburgo      | Volksparkstadion               | 19 de mayo | 15:30 |
| Arminia Bielefeld | 1 - 0 | Holstein Kiel  | Schüco-Arena                   | 19 de mayo | 15:30 |
| Jahn Regensburg   | 2 - 2 | Sandhausen     | Continental Arena              | 19 de mayo | 15:30 |
| Bochum            | 2 - 2 | Union Berlín   | Vonovia Ruhrstadion            | 19 de mayo | 15:30 |
| Darmstadt 98      | 1 - 0 | Erzgebirge Aue | Merck-Stadion am Böllenfalltor | 19 de mayo | 15:30 |
| Heidenheim        | 4 - 2 | Ingolstadt 04  | Voith-Arena                    | 19 de mayo | 15:30 |
| Dinamo Dresde     | 3 - 1 | Paderborn 07   | Rudolf-Harbig-Stadion          | 19 de mayo | 15:30 |
| Greuther Fürth    | 2 - 1 | St. Pauli      | Sportpark Ronhof T. S.         | 19 de mayo | 15:30 |
| Magdeburgo        | 1 - 1 | Colonia        | MDCC-Arena                     | 19 de mayo | 15:30 |

### Campeón
|                                                      |
|                                                      |
| F. C. Colonia 4.° título Asciende a la 1. Bundesliga |
| También asciende SC Paderborn 07 como subcampeón.    |

## Play-offs de ascenso y descenso
Los horarios corresponden al huso horario de Alemania (Hora central europea): UTC+2 en horario de verano.

### Partido por el ascenso
| 23 de mayo de 2019, 20:30 | Stuttgart               | 2:2 (1:1)                     | Union Berlín                  | Mercedes-Benz Arena, Stuttgart                              |                                                             |
|                           | Gentner 41' · Gómez 51' | DFB Reporte Soccerway Reporte | Abdullahi 43' · Friedrich 68' | Asistencia: 58 619 espectadores Árbitro(s): Bastian Dankert | Asistencia: 58 619 espectadores Árbitro(s): Bastian Dankert |

| 27 de mayo de 2019, 20:30 | Union Berlín | 0:0                           | Stuttgart | Stadion Alte Försterei, Berlín                                |                                                               |
|                           |              | DFB Reporte Soccerway Reporte |           | Asistencia: 22 012 espectadores Árbitro(s): Christian Dingert | Asistencia: 22 012 espectadores Árbitro(s): Christian Dingert |

- Union Berlín empató en el resultado global con un marcador de 2–2, gracias a la regla del gol de visitante logró el ascenso a la 1. Bundesliga para la siguiente temporada.

### Partido por el descenso
| 24 de mayo de 2019, 18:15 | Wehen Wiesbaden | 1:2 (0:1)                     | Ingolstadt 04         | BRITA-Arena, Wiesbaden                                   |                                                          |
|                           | Kyereh 90+6'    | DFB Reporte Soccerway Reporte | Lezcano 1' 47' (pen.) | Asistencia: 7698 espectadores Árbitro(s): Guido Winkmann | Asistencia: 7698 espectadores Árbitro(s): Guido Winkmann |

| 28 de mayo de 2019, 18:15 | Ingolstadt 04                  | 2:3 (1:3)                     | Wehen Wiesbaden                               | Audi Sportpark, Ingolstadt                                   |                                                              |
|                           | Kerschbaumer 13' · Paulsen 68' | DFB Reporte Soccerway Reporte | Kyereh 11' · Dittgen 30' · Paulsen 43' (a.g.) | Asistencia: 12 420 espectadores Árbitro(s): Frank Willenborg | Asistencia: 12 420 espectadores Árbitro(s): Frank Willenborg |

- Ingolstadt 04 empató en el resultado global con un marcador de 4–4, debido a la regla del gol de visitante descendió a la 3. Liga para la siguiente temporada.

## Estadísticas
- Actualizado el 27 de diciembre de 2018

### Goleadores
| Jugador           | Equipo               | Goles | Partidos | Promedio |
| ----------------- | -------------------- | ----- | -------- | -------- |
| Simon Terodde     | Colonia              | 28    | 31       | 0.9      |
| Jhon Córdoba      | Colonia              | 20    | 30       | 0.67     |
| Pascal Testroet   | Erzgebirge Aue       | 11    | 17       | 0.65     |
| Lukas Hinterseer  | VfL Bochum           | 11    | 18       | 0.61     |
| Philipp Klement   | Paderborn 07         | 10    | 17       | 0.59     |
| Marco Grüttner    | Jahn Regensburg      | 8     | 17       | 0.47     |
| Sargis Adamyan    | Jahn Regensburg      | 8     | 17       | 0.47     |
| Janni Serra       | Holstein Kiel        | 8     | 17       | 0.47     |
| Christian Beck    | Magdeburgo           | 8     | 18       | 0.44     |
| Daniel Keita-Ruel | SpVgg Greuther Furth | 8     | 18       | 0.44     |
| Moussa Koné       | Dinamo Dresde        | 8     | 18       | 0.44     |

### Máximos asistentes
| Jugador               | Equipo            | Asistencias | Partidos | Promedio |
| --------------------- | ----------------- | ----------- | -------- | -------- |
| Louis Schaub          | Colonia           | 9           | 16       | 0.56     |
| Dominick Drexler      | Colonia           | 8           | 18       | 0.44     |
| Marc Schnatterer      | Heidenheim        | 7           | 16       | 0.44     |
| Lee Jae-sung          | Holstein Kiel     | 6           | 15       | 0.4      |
| Philipp Klement       | Paderborn 07      | 6           | 17       | 0.35     |
| Sargis Adamyan        | Jahn Regensburg   | 6           | 17       | 0.35     |
| Sargis Adamyan        | Jahn Regensburg   | 6           | 17       | 0.35     |
| Sebastian Vasiliadis  | Paderborn 07      | 5           | 12       | 0.42     |
| Jóan Símun Edmundsson | Arminia Bielefeld | 5           | 13       | 0.38     |
| Kingsley Schindler    | Holstein Kiel     | 5           | 16       | 0.31     |
| Moussa Koné           | Dinamo Dresde     | 5           | 18       | 0.28     |